# تتابع شعلة الألعاب الأولمبية الصيفية 2024
استمر تتابع الشعلة الأولمبية الصيفية 2024 في الفترة من 16 أبريل 2024 حتى 26 يوليو 2024. بعد إشعالها في أولمبيا، اليونان، سافرت الشعلة عبر اليونان، ووصلت إلى أثينا في 26 أبريل. أبحرت عبر البحر الأبيض المتوسط على متن السفينة بيليم إلى مرسيليا في 9 مايو، ثم بدأت بعد ذلك رحلتها عبر متروبوليتان وما وراء البحار في فرنسا، وكذلك موناكو. وانتهت المحطة الفرنسية خلال حفل الافتتاح عندما استخدمت لإيقاد الشعلة الأولمبية عند النافورة المركزية في حديقة التويلري.